# Зеленський Семен Іванович
Семен Іванович Зеленський (5 травня 1924, Кривий Ріг — 10 червня 1993, Кривий Ріг) — радянський військовий, дід чинного президента України Володимира Зеленського та батько професора Криворізького економічного інституту Олександра Зеленського.

## Життєпис
Народився в Кривому Розі. Під час Другої світової війни він був командиром мінометного взводу, а потім командиром стрілецької роти 174 полку 57 гвардійської стрілецької дивізії. У 1944 році він отримав два ордени Червоної зірки. Війну закінчив у званні гвардії лейтенанта.
Після закінчення Другої світової війни С. І. Зеленський перейшов на службу в Органи Внутрішніх Справ СРСР. Займав посаду заступника начальника відділу карного розшуку УВС міста Кривий Ріг. Звільнився у званні полковника.
Похований на Всебратському цвинтарі у місті Кривий Ріг, Україна.